# Torkiw
Torkiw (ukr. Торків) – wieś na Ukrainie, w obwodzie winnickim, w rejonie tulczyńskim, w hromadzie Szpykiw. W 2001 liczyła 1007 mieszkańców, spośród których 997 wskazało jako ojczysty język ukraiński, 9 rosyjski, a 1 białoruski